# Світанок (зупинний пункт)
Світанок (до 2025 року — Радгосп Правда) — пасажирський зупинний пункт Одеської дирекції Одеської залізниці на неелектрифікованій лінії Херсон — Вадим між станціями Брилівка (9 км) та Новокиївка (6 км). Розташований в селі Новокиївка Скадовського району Херсонської області.

## Історія
17 січня 2025 року постановою Кабінету Міністрів України зупинний пункт перейменовано на Світанок.